# Acrostih
Acrostihul (din greacă ἀϰρόστιχον [akrostichon] < akros – extrem, dinafară, stichos – vers) este o formă de poezie în care literele inițiale ale versurilor alcătuiesc un cuvânt sau o propoziție.
Este o formă de poezie cu cod cu  „destinație ascunsă, mascată“, ale cărei versuri au „în cap“ (dar și pe altă coloană, pentru posesorii de „cheie“) literele dintr-un nume de persoană („adorată“ / „ironizată“) scris (citit) „pe verticală“ („de sus în jos, ca la japonezi“), ori dintr-o propoziție-replică, sau dintr-o lozincă.

## Etimologie
Cuvântul românesc a fost importat din limba franceză, cuvântul francez acrostiche venind la rândul său din limba greacă, unde akrostihis se compune din akros - „extremitate“, și stihos, „vers“.

## Utilizări
Specia este cultivată încă din antichitatea greco-romană; «în literatura română, acrostihurile lui Conachi, intitulate Nume, ne fac cunoscute mai multe inspiratoare» ; cu țintă satirică / ironică, aflăm acrostihul folosit în celebrul poem-păcăleală, La noi e putred mărul..., trimis de B. P. Hasdeu revistei Convorbiri literare, sub pseudonimul transparent P. A. Calescu, pe care redacția l-a publicat, neobservând că prin lectura verticală a primelor litere se echivala locul infamat cu numele revistei:
La noi „e putred mărul”, a zis de mult poetul,
A zis cu desperare și a murit nebun,
Căci îl zdrobi durerea cînd s-a convins cu-ncetul
Oftând după scăpare că nu mai este bun.
Nici sâmburele însuși, speranța viitoare,
Vestala timoroasă ascunsă de priviri!
O, da! un vierme sarbăd, cu otrăvită boare,
Rozând fără-ncetare nu lasă nicăiri
Bucată nemânjită, și în zadar să creează
Iluzia din urmă ar vrea că tot mai poți
Redobândi scânteia din dispăruta rază!
I-am cântărit, piticii! i-am măsurat pe toți!
Lucesc prin neștiință, prin penile străine,
Insecte cu o umbră mai mare decât ei;
Te-nceală-n perspectivă, dar când te uiți mai bine
E trist și-ți vine milă de falnicii pigmei!
Rivali cu cine știe ce geniuri sublime,
Aruncă vorbe-n aer ce curg ca un șiroi,
Repetă, dar de unde, din ei nu spune nime...
E putred, putred mărul din sâmbure la noi!
În legătură cu aceasta, în cartea sa „Amintiri din Junimea”, Iacob Negruzzi relatează următoarele:
Într-o zi a sosit la redacțiunea Convorbirilor literare o poesie anonimă intitulată La noi e putred mărul, cu o scrisoare foarte măgulitoare pentru Societatea Junimea. Poesia a displăcut celor mai mulți membri, dar Pogor s-a entuziasmat așa, încât, amețind de cap pe directorul Convorbirilor, acesta a avut slăbiciunea să nu se împotrivească la publicarea ei. Abia se tipărise versurile primite și iată se lățește vestea că toată poesia este o tragere pe sfoară a lui Hasdeu: era un acrostih care închipuia cuvintele: Convorbiri literare. Din nenorocire versul care începea cu litera V fiind modificat în Junimea, așa că la publicare începea cu litera F, acrostihul publicat se cetea: Conforbiri literare. Junimea făcându-se cam de râs cu treaba aceasta, o frică grozavă de acrostihuri a cuprins pe toți membrii ei. De atunci orice poesie vine prin poștă se examinează mai întâi dacă nu este un acrostih.
Nume, de Costache Conachi
Mă duc, stăpână, de-acum și nu știu de-oi mai veni.

Ah, ascultă, să-ți grăiesc, până n-apuc a muri

Răbdare îți zic să faci și răbdând să nu urăști,

Inima care ți-am dat numai tu s-o stăpânești.

Ori în ce stare voi fi, să știu că m-or îngropa

Amanet cu viața mea numai la dragostea ta.

Rob desăvârșit al tău fiind dat prin giurământ,

A mă preface nu-i chip până ce-oi intra-n pământ.
Tot dintr-un acrostih se trag și denumirile notelor muzicale folosite în prezent.
Este vorba de Solmisation-ul lui Guido d'Arezzo (995-1050, Italia) care a preluat acrostihul unui vechi cântec religios latin consacrat lui Ioan Botezătorul cu titlul Sancte Iohannes:
Utqueant laxis
Resonare fibris
Mira gestorum
Famuli quorum
Solve polputi
Labii reatum
Sancte Iohannes
rezultând denumirile notelor muzicale (ut, re, mi, fa, sol, la și si).
Deoarece ut era greu de pronunțat, în secolul al XVII-lea a fost înlocuit cu do (de Giovanni Doni care a folosit primele două litere ale numelui său), formă în care gama este cunoscută în continuare.
Textul ebraic al Vechiului Testament conține acrostihuri, îndeosebi în Cartea Psalmilor (Psalmii  IX-X, XXV, XXXIV, XXXVII, CXLV, CXI, CXIX  CXII).
Dosoftei Barilă, cunoscut sub numele de Mitropolitul Dosoftei al Moldovei, a scris Acrostihul sibilin.
Textele imnelor acatist, compuse în limba greacă, sunt dispuse în acrostihuri. Un astfel de imn este Acatistul Buneivestiri al cărui text a fost compus de imnograful bizantin Roman Melodul.